# Хайнрих II фон Дале
Хайнрих II фон Дале (на нидерландски: Hendrik van Dale; на немски: Heinrich II fon Dale; † ок. 1272) от фамилията фон Дале, е граф на Дале на река Щевер в Северен Рейн-Вестфалия и в Нидерландия.

## Произход
Той е единствен син на Ото I фон Дале († сл. 1230) и съпругата му Рихарда/Рикарда фон дер Марк-Алтена († сл. 1270), дъщеря на граф Адолф I фон Марк († 1249) и Ирмгард фон Гелдерн († сл. 1230). Внук е на граф Хайнрих I фон Дале († 1212) и Регенвица/Райнвица фон Дипенхайм († сл. 1227), наследничка на Дипенхайм. Правнук е на Герхард фон Хенегау, граф фон Дале († 1166) от Дом Фландрия и графиня Хедвиг фон Равенсберг-Дале († сл. 1166), наследничка на Дале, дъщеря на граф Херман I фон Равенсберг († ок. 1144) и Юдит фон Цутфен. Праправнук е на Балдуин III фон Хенегау (1088 – 1120) и Йоланта от Гелдерн († 1131). Майка му Рихарда е сестра на Герхард фон дер Марк († 1272), епископ на Мюнстер (1261 – 1272), и става абатиса на манастир Фрьонденберг и по-късно на манастир Кентроп.

## Фамилия
Първи брак: с Берта фон Бентхайм (* 1215), дъщеря на граф Балдуин фон Бентхайм († 1246/1248) и Юта († 1248). Те имат две деца:
- Ото II фон Дале-Дипенхайм († сл. 1282), граф на Дале, господар на Дипенхайм, женен 1270 г. за Кунигунда фон Бентхайм († 29 март 1299), дъщеря на Вилхелм II фон Бронкхорст († 1290) и Ермгард ван Рандероде († сл. 1264); има 6 деца
- Катарина фон Дале, омъжена за Симон ван Хаерлем

Втори брак: с Аделхайд фон Бокстел. Бракът е бездетен.